# بخش خانتی
بخش خانتی (به انگلیسی: Khunti district) یک منطقهٔ مسکونی در هند است که در South Chotanagpur division واقع شده‌است. بخش خانتی ۲٬۶۱۱ کیلومتر مربع مساحت و ۵۳۱٬۸۸۵ نفر جمعیت دارد.